# Viola und Sebastian
Viola und Sebastian ist ein 1971 entstandener Spielfilm von Ottokar Runze, der hier sein Kino-Langfilmdebüt gab. Die beiden Titelrollen spielen Karin Hübner und Frank Glaubrecht. Die Geschichte orientiert sich an William Shakespeares Was ihr wollt.

## Handlung
Runze hat die Handlung aus Was ihr wollt in die Moderne und in die norddeutsche Tiefebene verlegt: Viola hat ein Schiffsunglück vor der Küste überlebt, bei dem ihr Zwillingsbruder Sebastian ums Leben gekommen zu sein scheint. Viola beschließt, als Junge verkleidet, in die Dienste Orsinos zu treten. Orsino ist unsterblich verliebt in Olivia, die aber aus Trauer um ihren verstorbenen Bruder sieben Jahre lang ihr Gesicht verschleiern und männliche Gesellschaft zu meiden versucht. Die als Mann verkleidete Viola gewinnt die Gunst Orsinos und wird von ihm beauftragt, seine Liebesbotschaften an Olivia zu übermitteln. Olivia verliebt sich jedoch in den angeblichen Mann Viola, während diese sich Orsino zuwendet. Auch Andreas Bleichenwang würde Olivia gern heiraten und findet mit diesem Wunsch Unterstützung bei Olivias Onkel Tobias Rülp, der es auf das Geld seiner Nichte abgesehen hat, um seine Zechereien zu finanzieren. Die nächtlichen Ausschweifungen der beiden werden jedoch von dem Verwalter Malvolio immer wieder gestört.
Um sich an dem Widersacher zu rächen, beschließen Rülp und Bleichenwang zusammen mit Maria, einer Zofe, und einem Narren Malvolio einen Streich zu spielen: Maria fälscht einen Brief Olivias an den Verwalter, der diesen glauben machen soll, Olivia besitze Interesse an ihm. Malvolio fällt auf diese Finte herein und handelt gemäß den im Brief festgelegten Anweisungen des Briefes. Wegen dieses absonderlichen Verhaltens erklären Tobias und Maria Malvolio für verrückt und sperren ihn in einen dunklen Raum. Die Ereignisse überschlagen sich, als Sebastian, der den Schiffbruch überlebt hat, auftaucht und für die zum Jungen verkleidete Viola gehalten wird. Olivia trifft auf Sebastian, verwechselt ihn mit Orsinos Boten und verliebt sich Hals über Kopf in ihn. Nun droht Orsino, den vermeintlich untreuen Diener zu töten, was durch das Auftreten Violas jedoch verhindert wird. Das Happy End folgt auf dem Fuße: Sebastian bleibt bei Olivia, die Zwillinge erkennen einander, Orsino verspricht Viola zu heiraten, Bleichenwang zieht unverrichteter Dinge davon, Tobias Rülp heiratet Maria, und Malvolio wird aus seinem Gefängnis entlassen.

## Produktionsnotizen
Viola und Sebastian entstand im September/Oktober 1971 in Schleswig-Holstein (Außenaufnahmen) und kam mit starker Verspätung, am 28. Dezember 1972 in die Kinos. Die deutsche Fernseherstausstrahlung erfolgte am 13. Oktober 1991 auf 3sat.
Dieter Schönemann übernahm die Produktionsleitung. Die Ausstattung besorgte Michael Girschek, die Kostüme Elke Irmler. Günter Hoffmann sorgte für den Ton. Am Klavier ist Eugen Cicero zu hören.
Für Viola-Darstellerin Karin Hübner war dies ihr letzter Kinofilm. Ihr Partner Frank Glaubrecht ist primär als Synchronsprecher bekannt.

## Auszeichnungen
Das Bonner Innenministerium verlieh der Produktion eine Spielfilmprämie.
Die Filmbewertungsstelle verlieh 1971 das Prädikat wertvoll.

## Kritiken
Der Spiegel schrieb in seiner Ausgabe vom 2. April 1973: „[Der] Regisseur und Drehbuchautor Ottokar Runze [hat] den seit Jahren verwegensten Versuch gewagt, ein Stück Weltliteratur ins heutige Schleswig-Holstein zu verlegen und in Gerstensaft und Doornkaat zu ertränken: "Was ihr wollt". Für den Grundeinfall gebührt ihm Lob: Ganz anders als üblich erscheinen die versprengten Zwillinge des Originals, Viola (Karin Hübner) und Sebastian (Frank Glaubrecht), mit ihrer Entourage als Schlucker und Zocker, die den Original-Text ganz ohne Pathos geben und grobianisches Theater schätzen. Doch, leider, Runze hält nicht durch. Schwacher Beat im Soundtrack tötet die Wirkung der Landschaft. Dilettantisch geführte Darsteller, Kamera-Pop und matte Schlager … degradieren den Katenschinken-Shakespeare zur Kino-Dutzendware“.
Im Lexikon des Internationalen Films heißt es: „Shakespeares "Was ihr wollt", gewaltsam in die Gegenwart und auf norddeutsche Verhältnisse übertragen. Ottokar Runzes Kinodebüt scheitert bei dem Versuch, einen alten Stoff der Weltliteratur mit albernen Gags und schmalziger Schlagermusik dem modernen Geschmack anzupassen.“